# Sigillina fantasiana
Sigillina fantasiana is een zakpijpensoort uit de familie van de Holozoidae. De wetenschappelijke naam van de soort is, als Eudistoma fantasiana, voor het eerst geldig gepubliceerd in 1957 door Kott.